# 紫金县老苏区革命烈士纪念堂
紫金县老苏区革命烈士纪念堂，位于中国广东省河源市紫金县苏区乡炮子耕子墩，为紫金县的一个县级文物保护单位。

## 历史
类型为近现代重要史迹及代表性建筑，公布时间为1977年12月。
紫金县老苏区革命烈士纪念堂建于1964年。